# Konrad Miersch
Konrad Miersch (* 19. Januar 1907 in Bad Freienwalde (Oder); † 2. März 1942 in Ljuban, Russland) war ein deutscher Degenfechter und Moderner Fünfkämpfer. Er nahm an den Olympischen Spielen 1932 in Los Angeles teil.
Miersch war während der Weimarer Republik Polizist und focht beim Polizeisportverein Berlin. Mit diesem wurde er im Jahr 1932 Vizemeister bei den Deutschen Meisterschaften im Fechten. Im Einzel wurde er Dritter. Ebenfalls 1932 nahm er bei den Olympischen Spielen in Los Angeles am Modernen Fünfkampf teil und kam in der Gesamtwertung auf Platz 6 unter 25 Teilnehmern (Einzelergebnisse: Reiten: Platz 10, Fechten: Platz 10, Schießen: Platz 5, Schwimmen: Platz 17, Laufen: Platz 5).
In der Zeit des Nationalsozialismus trat Miersch vermutlich 1936 oder 1937 der SS bei, in der er Oktober 1937 zum Hauptsturmführer befördert wurde (SS-Nummer 290.334). Zum 1. Mai 1937 trat er der NSDAP bei (Mitgliedsnummer 5.499.958). Mit der SS-Sportgemeinschaft Berlin wurde er mehrmals deutscher Vizemeister im Degenfechten. Als Mitglied der deutschen Degen-Nationalmannschaft nahm er 1935 an einem Länderkampf in Piešťany teil, in der die deutsche Mannschaft alle drei Gefechte gegen die Tschechoslowakei, Österreich und Frankreich gewinnen konnte. Er focht ebenfalls bei den Weltmeisterschaften 1937 in Paris, belegte im Einzel als bester deutscher Teilnehmer den 7. Platz und schied in der Mannschaft nach zwei Siegen und einer Niederlage in der 2. Runde aus.
Konrad Miersch starb im Rang eines Sturmbannführers der Waffen-SS während des Zweiten Weltkrieges im Jahr 1942 in Ljuban und wurde in der Deutschen Kriegsgräberstätte Sologubowka bestattet. Er war der Vater des Schwimmers Ekkehard Miersch.